# Château d'Elmau

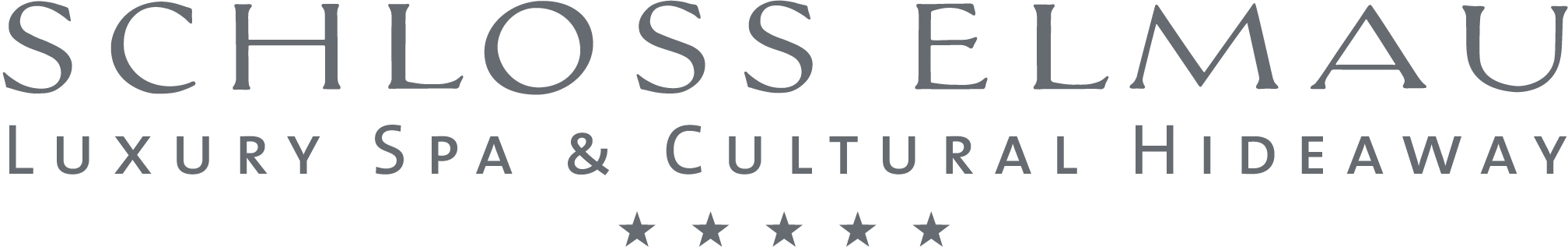
Logo du Schloss Elmau.

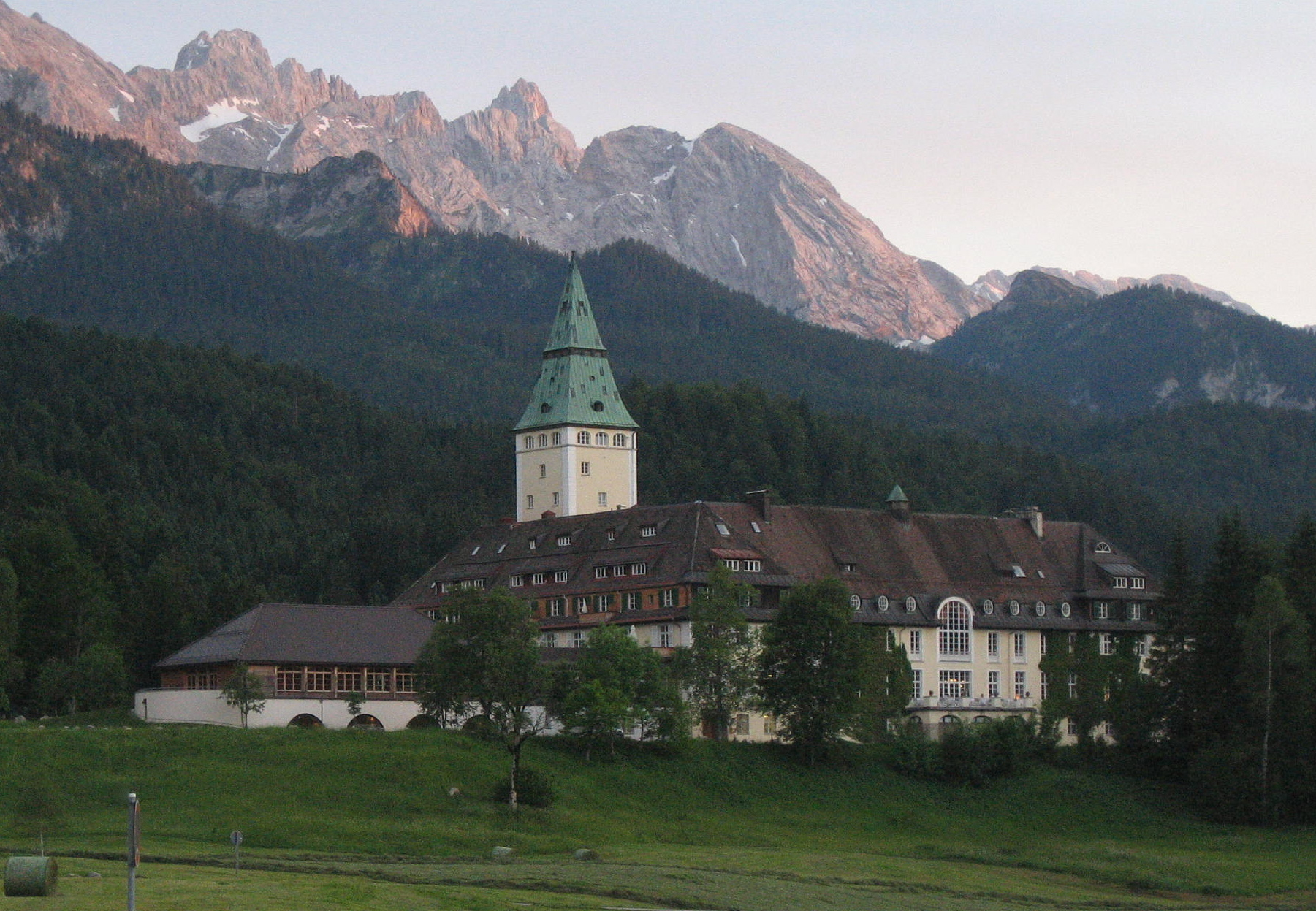
Schloss Elmau en 2005.

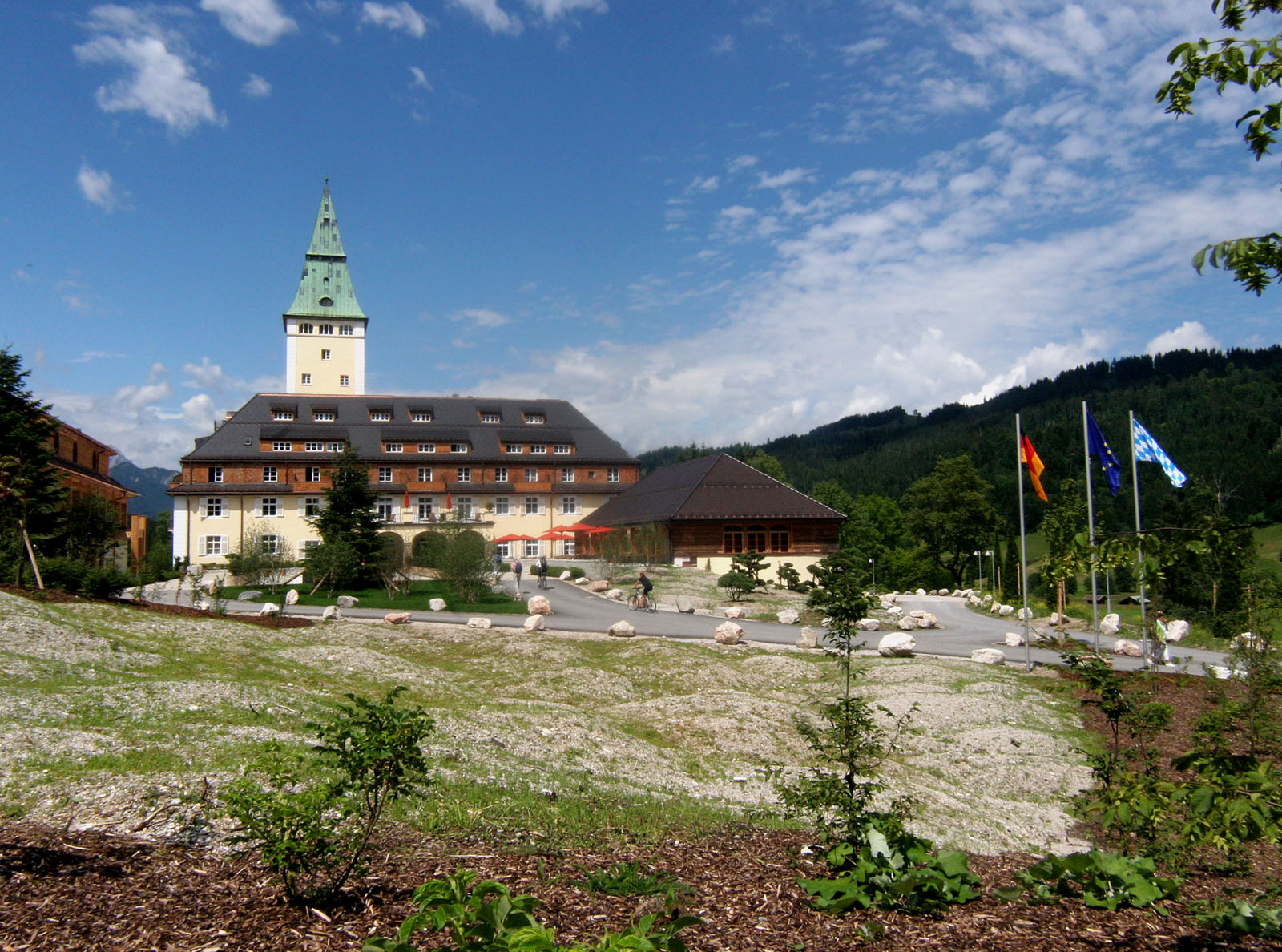
Accès et entrée du côté est du Schloss Elmau.

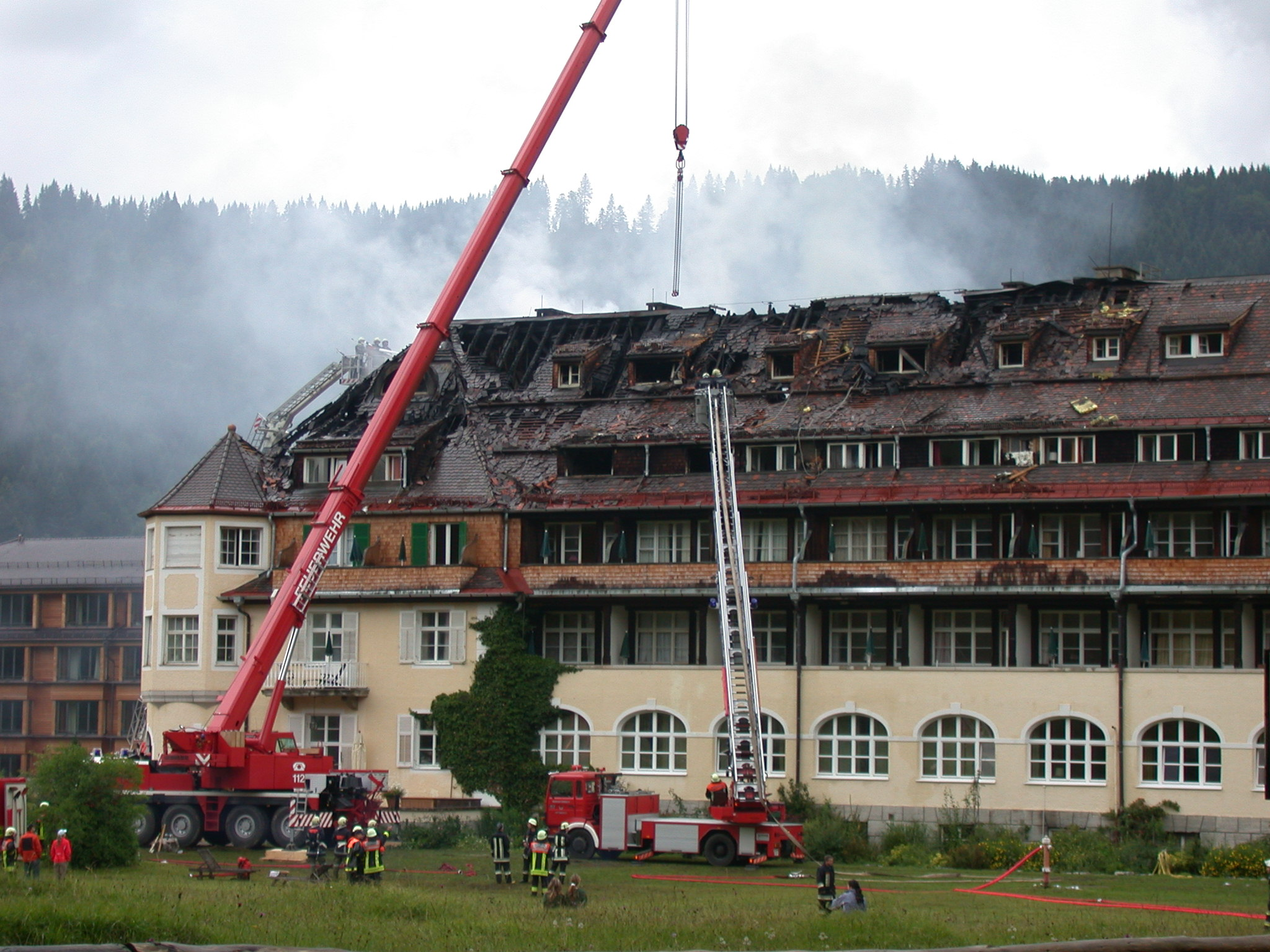
État de l'hôtel après l'incendie de 2005.

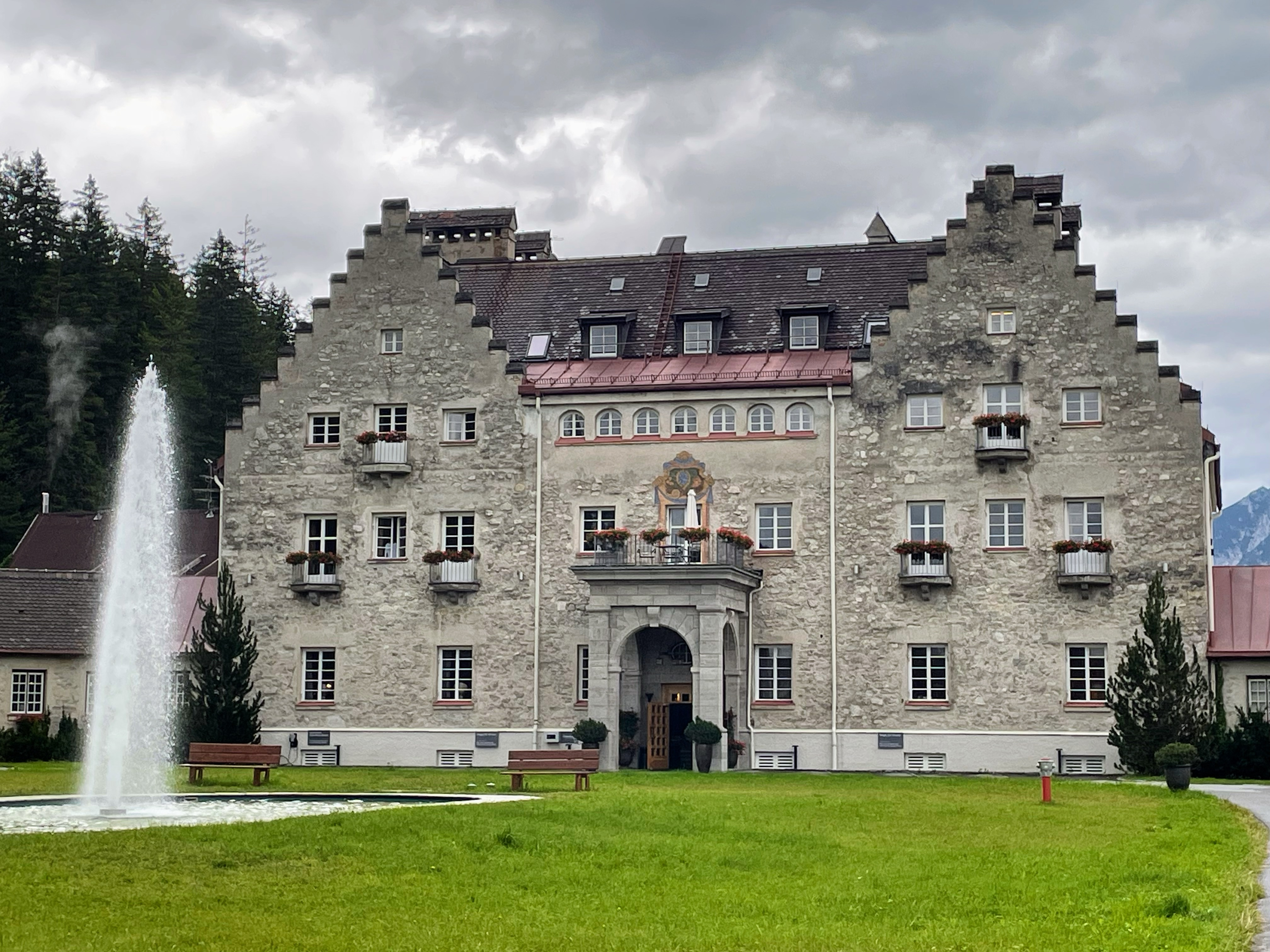
L'hôtel du Schloss Elmau

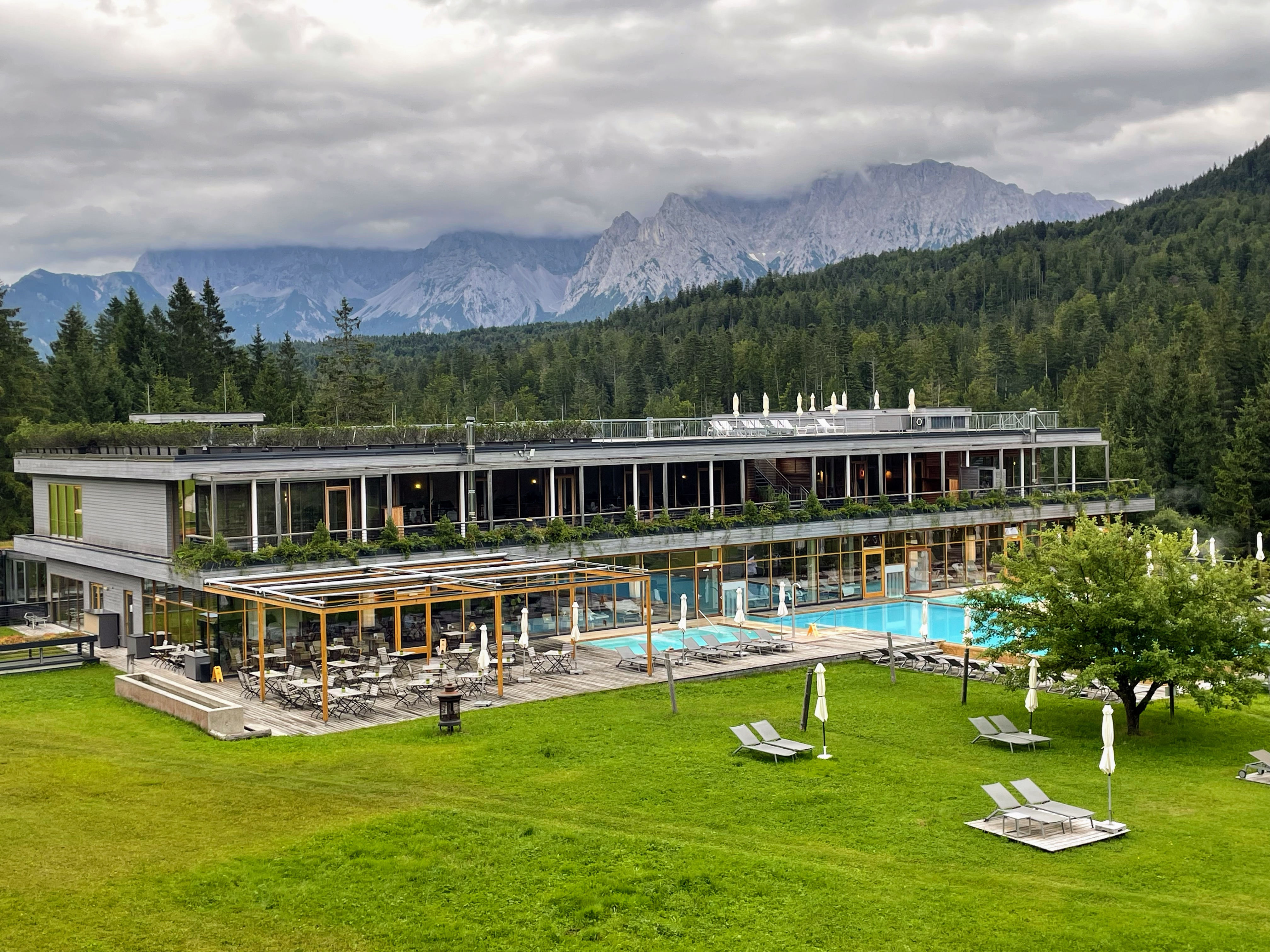
Le Resort du Schloss Elmau à Krün niché dans les Alpes bavaroises

Schloss Elmau est un hôtel de luxe situé au pied des montagnes du Wetterstein dans une réserve naturelle, appartenant à la municipalité de Krün, entre Garmisch-Partenkirchen et Mittenwald en Bavière, Allemagne.
Le bâtiment a été achevé en 1916 comme un lieu de villégiature pour les artistes, plutôt que comme un « Schloss » (palais), comme son nom semblerait l'indiquer.
L'hôtel cinq étoiles offre aujourd'hui 123 chambres et suites, ainsi qu'une salle de concert et plusieurs restaurants. Il accueille des conférences et réunions internationales. Il fait partie de la chaîne d'hôtels de luxe « The Leading Hotels of the World ».
Schloss Elmau a accueilli deux sommets du G7, le 41e, les 7 et 8 juin 2015, et le 48e, du 26 au 28 juin 2022.

## Historique

### Avant 1900
L'appellation « Elmau » apparaît en 1395. Elle est construite sur le toponyme « Aue » (vallée inondée, lit majeur d'une rivière) et « Elm » (pâturage, alpe, un pâturage sur une montagne ?). À partir de 1542, on trouve dans ce coin perdu une scierie et une auberge. Le domaine fut acheté par deux admirateurs du roi Louis II, qui ont tenu une maison d'hôtes où le roi avait l'habitude de loger quand il se rendait à la Maison royale de Schachen pour son anniversaire, le 25 août. Le roi partait d'Elmau en calèche ou traîneau en hiver. Le chemin porte aujourd'hui le nom de « Königsweg » (route royale). Après la mort de Louis II en 1886, la propriété est inoccupée.

### Après 1900
Schloss Elmau a été construit entre 1914 et 1916 par l'écrivain, philosophe et théologien Johannes Müller avec l'aide d'Elsa, comtesse Waldersee, sous la direction de l'architecte Carl Sattler, beau-frère de Müller. Il était à l'origine destiné à être une communauté artistique où des bénévoles s'occupaient de l'accueil des artistes invités, parmi lesquels on trouve le prince Max de Bade et Adolf von Harnack, théologien protestant et historien de l’Église. Celui-ci était considéré comme l'un des plus importants théoriciens du nationalisme libéral et protestant allemand à la fin du XIXe siècle et au début du XXe siècle. Le système de bénévolat a permis à des milliers de jeunes gens de vivre dans un cadre naturel exceptionnel au contact d'artistes de renom auprès desquels ils se perfectionnaient.
Sous le régime nazi, Müller évite le risque d'une ordonnance d'expropriation en louant le bâtiment à la Wehrmacht. Les troupes utilisent le site pour se reposer et récupérer après la bataille. Le château est ensuite brièvement confisqué par l'armée américaine et utilisé comme hôpital de campagne. Ensuite, il est utilisé par le gouvernement bavarois pour les patients atteints de tuberculose. En 1951, les enfants de Müller louent le château au gouvernement pour en faire un hôtel.
En 1997, le bâtiment est rénové et transformé en hôtel thermal de luxe.
La tradition d'inviter des artistes de renommée internationale, en particulier des musiciens, se perpétue à Elmau. La violoncelliste Sol Gabetta, la clarinettiste Sabine Meyer et le violoniste et chef d'orchestre Gidon Kremer s'y produisent régulièrement, et on a pu y entendre des musiciens légendaires comme le violoniste Yehudi Menuhin, la soprano Barbara Hendricks, le saxophoniste Daniel Gauthier et son quintet, et la pianiste Mitsuko Uchida. La onzième composition de l'album de jazz Places du pianiste Brad Mehldau (2000) est intitulée Schloss Elmau. Un autre pianiste de jazz, le polonais Vladislav Sendecki, y a enregistré son Solo piano at Schloss Elmau en janvier 2010.
Dans les premières heures du 7 août 2005, un incendie a éclaté dans l’hôtel, causé par une couverture électrique défectueuse appartenant à l'ancien directeur, Ducci Mesirca. Le feu a détruit presque tout le dernier étage du bâtiment principal. Il n'y a pas eu de blessés graves. L'hôtel a depuis été reconstruit.

### Le sommet du G7 en 2015
Le sommet du G7 a lieu les 7 et 8 juin 2015 au Schloss Elmau. Les travaux préparatoires aux abords de l'hôtel ont été réalisés dès 2014, y compris l’aménagement d'un héliport. Une zone de sécurité de 8 km a été établie et on avait prévu un effectif d'environ 20,000 policiers. Le coût du sommet, estimé initialement à 130 millions d'euros par le gouvernement bavarois, s'est élevé à environ 200 millions d'euros d'après le ministère fédéral de l'Intérieur. Rolf von Hohenhau, président de la Fédération des contribuables allemands (de) (Bund der Steuerzahler e V., BdSt) parle, quant à lui, de 360 millions d'euros.

### Le sommet du G7 en 2022
Steffen Hebestreit, porte-parole du gouvernement fédéral du chancelier allemand Olaf Scholz, annonce le 14 décembre 2021 que le 48e sommet du G7 aura lieu dans l'hôtel. Il se tient du 26 au 28 juin 2022.

## Crédits
- (en) Cet article est partiellement ou en totalité issu de l’article de Wikipédia en anglais intitulé « Schloss Elmau » (voir la liste des auteurs).

- (de) Cet article est partiellement ou en totalité issu de l’article de Wikipédia en allemand intitulé « Schloss Elmau » (voir la liste des auteurs).